# David Rodman
David Rodman (* 10. September 1983 in Jesenice, SR Slowenien) ist ein ehemaliger slowenischer Eishockeyspieler, der zuletzt beim slowakischen DVTK Jegesmedvék in der dortigen Extraliga unter Vertrag stand. Seit 2020 ist er Cheftrainer beim HK Celje aus der International Hockey League.

## Karriere

### Spieler
David Rodman erlernte das Eishockeyspielen in den Nachwuchsmannschaften des slowenischen Traditionsvereines HK Jesenice und war gemeinsam mit seinem Bruder Marcel eines der größten Talente Sloweniens nach der Jahrtausendwende. Im Jahr 2001 wagte er erstmals den Sprung ins Ausland, um sich in Nordamerika weiterentwickeln zu können. Er absolvierte zwei erfolgreiche Spielzeiten bei den Val-d’Or Foreurs, die ihn in der ersten Runde des CHL Import Drafts als insgesamt 45. Spieler gezogen hatten, in der kanadischen Juniorenliga Québec Major Junior Hockey League, wo er in seinem zweiten Jahr in der regulären Saison 70 Scorerpunkte erzielen konnte. Im Jahr 2003 wurde er vom österreichischen Erstligisten EHC Linz unter Vertrag genommen, wo er es jedoch mangels Eiszeit auf nur drei Punkte brachte.
2004 kehrte Rodman zu seinem Heimatverein zurück, mit dem er 2005 und 2006 zwei Mal in Folge den slowenischen Meistertitel gewinnen konnte. In der Saison 2006/07 trat der HK Jesenice erstmals in der Erste Bank Eishockey Liga (EBEL) an, da die Mannschaft gemessen an der slowenischen Liga konkurrenzlos war und neue Perspektiven suchte. Zusammen mit seinem Bruder und dem US-Amerikaner Aaron Fox bildete Rodman eine der erfolgreichsten Angriffsreihen der Liga. Dennoch verpasste der HK Jesenice mit nur einem Punkt Rückstand den Einzug in die Playoffs. In der folgenden Saison wurden alle drei Spieler der Formation von den Vienna Capitals verpflichtet, die jedoch im Halbfinale der Playoffs 2008 gegen den EC Red Bull Salzburg ausschieden. Während Fox in Wien verblieb, kehrten Marcel und David Rodman zum HK Jesenice zurück, scheiterten jedoch während der Playoffs 2009 im Viertelfinale am EHC Linz. Da Jesenice danach mit finanziellen Problemen zu kämpfen hatte, wechselten die Brüder erneut zu den Capitals. Im Juni 2011 unterzeichnete er einen Kontrakt bei IK Oskarshamn aus der HockeyAllsvenskan, der zweiten schwedischen Spielklasse. Im Sommer 2012 schloss er sich den Bietigheim Steelers aus der 2. Eishockey-Bundesliga an, mit denen er den DEB-Pokal gewinnen konnte. Bereits nach einem Jahr verließ er die Württemberger wieder und kehrte an die schwedische Ostseeküste zurück. Im Januar 2015 löste er seinen Vertrag dort auf und wurde von den EC Graz 99ers verpflichtet, verletzte sich aber nach 12 Spielen für die 99ers schwer und verpasste den Rest der Saison.
Im August 2015 wurde Rodman dann von den Dresdner Eislöwen aus der DEL2 verpflichtet, bei denen er wieder auf seinen Bruder Marcel traf. Nach der Saison kehrte er nach Jesenice zurück, wo er zunächst für HDD Jesenice in Alps Hockey League auf dem Eis stand. Aber bereits im November 2016 erhielt er einen Vertrag bei Grenoble Métropole Hockey 38 und spielte eineinhalb Jahre für das Team aus der Dauphiné in der Ligue Magnus. 2017 gewann er mit Grenoble den Coupe de France. Ein Jahr später war er der beste Torvorbereiter der Ligue Magnus und wurde für das All-Star-Game der Liga gewählt. 2018 kehrte er für ein Jahr in seine Geburtsstadt Jesenica zu HDD zurück. Anschließend ließ er seine Karriere beim slowakischen DVTK Jegesmedvék in der dortigen Extraliga ausklingen.

### Trainer
Nach Abschluss seiner Spielerkarriere übernahm er 2020 das Amt des Cheftrainers beim HK Celje aus der International Hockey League.

### International
Für Slowenien nahm Rodman im Juniorenbereich an der U18-Weltmeisterschaft 2001 in der Division II sowie den U20-Weltmeisterschaften der Division II 2001 und der Division I 2002 und 2003 teil.
Im Seniorenbereich stand er im Aufgebot seines Landes bei den Weltmeisterschaften der Division I 2007, 2009, 2010, 2012, 2014 und 2019 sowie in der Top-Division 2005, 2006, 2008, 2011, 2013 und 2017. Höhepunkte seiner Karriere waren die Teilnahmen an den Olympischen Winterspielen 2014 in Sotschi, bei denen die Slowenen einen überraschenden siebten Platz belegten, und 2018 in Pyeongchang.
Darüber hinaus vertrat er sein Land bei den Qualifikationsturnieren für die Olympischen Winterspiele 2006, 2010 und 2014.

## Erfolge und Auszeichnungen
- 2005 Slowenischer Meister mit dem HK Jesenice
- 2006 Slowenischer Meister mit dem HK Jesenice
- 2006 Bester Vorlagengeber der Slowenischen Eishockeyliga
- 2009 Slowenischer Meister mit dem HK Jesenice
- 2013 DEB-Pokal-Sieger  mit dem SC Bietigheim-Bissingen
- 2017 Gewinn des Coupe de France mit Grenoble Métropole Hockey 38
- 2018 Bester Vorlagengeber der Ligue Magnus und Teilnehmer am All-Star-Game

### International
- 2001 Aufstieg in die Division I bei der U18-Junioren-Weltmeisterschaft der Division II
- 2001 Aufstieg in die Division I bei der U20-Junioren-Weltmeisterschaft der Division II
- 2007 Aufstieg in die Top-Division bei der Weltmeisterschaft der Division I, Gruppe B
- 2010 Aufstieg in die Top-Division bei der Weltmeisterschaft der Division I, Gruppe B
- 2012 Aufstieg in die Top-Division bei der Weltmeisterschaft der Division I, Gruppe A
- 2014 Aufstieg in die Top-Division bei der Weltmeisterschaft der Division I, Gruppe A

## Karrierestatistik

### International
(Legende zur Spielerstatistik: Sp oder GP = absolvierte Spiele; T oder G = erzielte Tore; V oder A = erzielte Assists; Pkt oder Pts = erzielte Scorerpunkte; SM oder PIM = erhaltene Strafminuten; +/− = Plus/Minus-Bilanz; PP = erzielte Überzahltore; SH = erzielte Unterzahltore; GW = erzielte Siegtore; 1 Play-downs/Relegation; Kursiv: Statistik nicht vollständig)

## Familie
Der Bruder von David Rodman ist Marcel Rodman, der etwa zwei Jahre älter ist. David absolvierte den größten Teil seiner Profikarriere zusammen mit seinem Bruder.